# 東美濱站
東美濱站（日语：／ Higashi-Mihama eki */?）是位於福井縣三方郡美濱町太田18番10號，西日本旅客鐵道（JR西日本）的小濱線車站。

## 歷史
- 1961年（昭和36年）8月1日 - 國鐵小濱線美濱站至粟野站之間開設此站。為旅客車站。在車站西邊設有專用線，該專用線運送矽石。
- 1987年（昭和62年）4月1日 - 伴隨國鐵分割民營化，車站由西日本旅客鐵道（JR西日本）營運。

## 車站構造
車站是一座地面車站，設有1面1線單式月台，敦賀方向的列車會開啟右邊車門。前往東舞鶴方向和敦賀方向的列車使用同一月台。
此站是由敦賀地域鐵道部管理的無人車站。此站沒有車站大樓，月台上設有候車室。此站沒有自動售票機等設備。車站前設有接送專用停車場、單車停泊場和公廁。

## 使用狀況
根據「福井縣統計年鑑」，在2018年（平成30年）度1日平均乘車人次為34人。
以下各為年度1日平均乘車人次列表：
| 年度   | 1日平均 乘車人次 |
| ------ | ---------------- |
| 1997年 | 78               |
| 1998年 | 69               |
| 1999年 | 70               |
| 2000年 | 57               |
| 2001年 | 56               |
| 2002年 | 51               |
| 2003年 | 54               |
| 2004年 | 53               |
| 2005年 | 51               |
| 2006年 | 41               |
| 2007年 | 42               |
| 2008年 | 30               |
| 2009年 | 33               |
| 2010年 | 31               |
| 2011年 | 23               |
| 2012年 | 22               |
| 2013年 | 25               |
| 2014年 | 32               |
| 2015年 | 32               |
| 2016年 | 34               |
| 2017年 | 32               |
| 2018年 | 34               |

## 車站周邊
- 國道27號 美濱東繞道（日语：美浜東バイパス）
- 舞鶴若狹自動車道 若狹美濱交匯處（日语：若狭美浜インターチェンジ）
- 美濱町立美濱東小學
- 山東郵局
- 美濱核電廠：車程約12公里、直線距離約10公里

## 相鄰車站
西日本旅客鐵道（JR西日本）
■小濱線
美濱－東美濱－粟野

## 注腳
1. ↑  福井県統計年鑑 （页面存档备份，存于）（日語）
2. ↑   (PDF). 福井県.   [2020-05-10]. （原始内容存档 (PDF)于2021-11-03） （日语）.
3. ↑  . 福井新聞オンライン. 2019-08-04  [2020-10-07]. （原始内容存档于2020-10-28） （日语）.

## 外部連結
- 東美濱｜車站資訊：JR出門網 - 西日本旅客鐵道（日語）